# Borkowo Wielkie (Radowo Małe)
Borkowo Wielkie (deutsch Groß Borckenhagen) ist ein Dorf in der Woiwodschaft Westpommern in Polen. Es gehört zur Gmina Radowo Małe (Gemeinde Klein Raddow)  im Powiat Łobeski (Labeser Kreis).

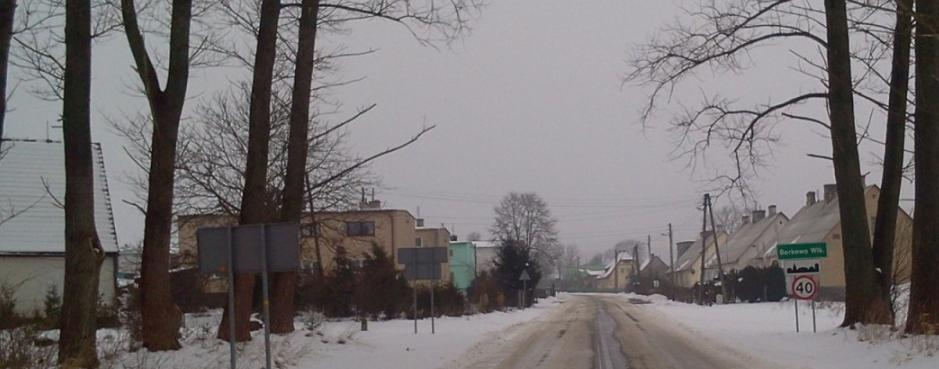
Ortsbild (Februar 2013)

## Geographische Lage
Das Dorf liegt in Hinterpommern, etwa 65 Kilometer nordöstlich von Stettin und gut 10 Kilometer westlich der Kreisstadt Labes. 

## Geschichte
Im Jahre 1678 gehörte Groß Borckenhagen einem Döring Joachim von Borcke aus der pommerschen uradligen Familie Borcke.
Ab dem 19. Jahrhundert bestanden der politische Gutsbezirk Groß Borckenhagen und die Landgemeinde Groß Borckenhagen nebeneinander. Im Jahre 1910 zählte der Gutsbezirk Groß Borckenhagen 107 Einwohner, die Landgemeinde Groß Borckenhagen 277 Einwohner.

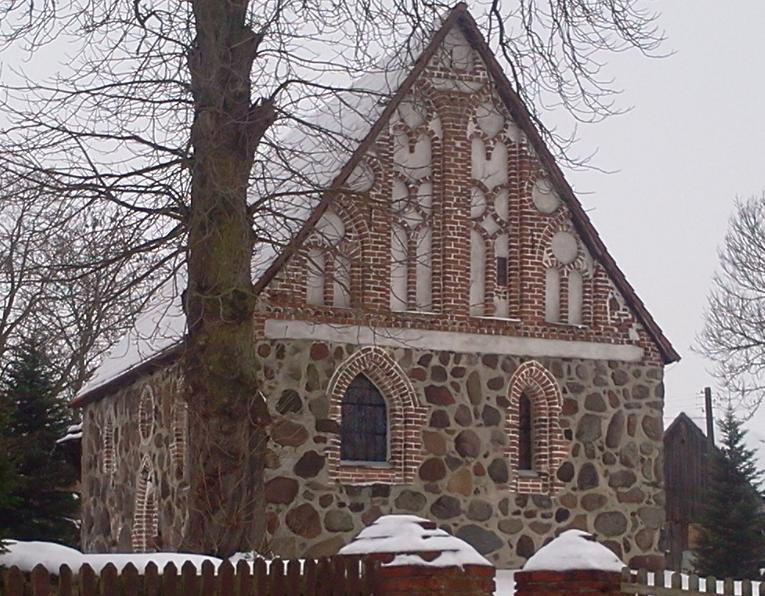
Dorfkirche (Februar 2013)

Später wurde der Gutsbezirk in die Landgemeinde eingemeindet. Bis 1945 bildete Groß Borckenhagen eine Landgemeinde im Kreis Regenwalde der preußischen Provinz Pommern. Zur Landgemeinde gehörte auch der Wohnplatz Fischerkathen. Die Gemeinde zählte im Jahre 1925 403 Einwohner in 84 Haushaltungen und im Jahre 1939 365 Einwohner.
Nach dem Zweiten Weltkrieg kam Groß Borckenhagen, wie ganz Hinterpommern, an Polen. Die Bevölkerung wurde durch Polen ersetzt. Das Dorf erhielt den polnischen Ortsnamen „Borkowo Wielkie“. Heute liegt das Dorf in der polnischen Gmina Radowo Małe (Gemeinde Klein Raddow), in der es ein eigenes Schulzenamt bildet.

## Dorfkirche
Die Dorfkirche wurde um 1500 errichtet. Sie ist ein massiver Findlingsbau mit einem durch Spitzbogenblenden reich gegliederten Ostgiebel. Die Kirche hat keinen Turm. 